# КК Слобода Ужице
КК Слобода Ужице је српски кошаркашки клуб из Ужица. Тренутно се такмичи у Кошаркашкој лиги Србије и АБА 2 лиги. Своје мечеве игра у Спортској хали Велики парк.

## Историја
Јануара 1950. у тадашњем Титовом Ужицу формиране су две кошаркашке секције: једна при Градском гимнастичком друштву, а друга при Спортском друштву „Први Партизан“. Нешто касније исте године кошаркаши Градског гимнастичког друштва су прешли у Спортско друштво „Слобода“ и тако је настала кошаркашка секција „Слобода“, тада је такође формирана и женска екипа. 1953. године кошаркашка секција је прерасла у Кошаркашки клуб Слобода.
Преласком под патронат Ваљаонице бакра у Севојну, почетком 1961, кошаркашки клуб је променио назив у КК Севојно. 1972. је променио име у КК Ракета, након преласка у СД „Ракета“, а већ 1976. у КК Први Партизан (СД „Први Партизан“), које је задржао до 1991. године.
Највећи успех клуба је учешће у Првој савезној лиги Југославије у сезони 1988/89, тада су заузели претпоследње 11. место.
Након расформирања Прве лиге Југославије, услед распада СФРЈ, клуб је такмичење наставио у Првој лиги СР Југославије. У сезони 1991/92. заузео је 7. место и због повлачења босанских и македонских клубова из лиге обезбедио учешће у Купу Радивоја Кораћа. Ипак због наметнутих санкција тадашње КК Ужице није могло да наступи у Купу Радивоја Кораћа, док је у истој сезони 1992/93. у Првој лиги завршило на последњем месту и испало у нижи ранг.
Клуб је од 1991. до 2001. носио име КК Ужице, од 2001. до 2004. КК Форма Плеј Оф, а од 2004. до 2006. КК Градина. Коначно се 2006. вратио у Спортско друштво Слобода и од тада поново носи своје првобитно име КК Слобода.
Клуб се у сезони 2009/10. такмичио у Српској лиги (3. лига), али су се договорили са краљевачким КК Машинац да замене ранг, тако да је Машинац, који се на овај корак одлучио због тешке финансијске ситуације, прешао у Српску лигу и добио новчану надокнаду од 5 милиона динара, а Слобода је прешла у први ранг.
Слобода је своју прву сезону у Кошаркашкој лиги Србије завршила на деветом месту, док је наредне 2011/12. била десета. Године 2013. по први пут је играла на завршном турниру Купа Радивоја Кораћа, али је у четвртфиналу поражена од Партизана. У сезони 2012/13. КЛС победом у последњем колу у гостима београдском Радничком заузела је пето место и пласирала се по први пут у Суперлигу Србије, међу најбољих осам екипа. Ипак, већ у сезони 2013/14. такмичење је завршила на последњем месту и испала у нижи ранг.
У сезони 2017/18. Слобода је успела да се домогне првог места у Другој мушкој лиги Србије и самим тим да се пласира у КЛС, где је већ наредне сезоне успела да се домогне седмог места и пласмана у Суперлигу са скором од 12 победа и 14 пораза. У Суперлиги, Слобода је заузела последње, шесто место у Групи Б.
Сезона 2019/20. била је једна од најуспешнијих за Слободу у текућем веку. Клуб се током читаве сезоне борио са чачанским Борцем за титулу првака Кошаркашке лиге Србије, али је на крају заузео друго место на табели, а самим тим обезбедио пласман у АБА 2 лигу, по први пут у својој историји. Клуб је током сезоне освојио трофеј у другом степену Купа Србије, пошто је у финалу савладао екипу БКК Радничког. Победа у финалу обезбедила је Слободи учешће на завршном турниру Купа Радивоја Кораћа у Нишу, где је поражена у четвртфиналу од Мега Бемакса.

## Имена клуба кроз историју[6]
- КК Слобода (1950 - 1961)
- КК Севојно (1961 - 1972)
- КК Ракета (1972 - 1976)
- КК Први Партизан (1976 - 1991)
- КК Ужице (1991 - 2001)
- КК Форма Плеј Оф (2001 - 2004)
- КК Градина (2004 - 2006)
- КК Слобода (2006 - тренутно)

## Познатији играчи
- Никола Јевтовић
- Душан Кутлешић
- Никола Малешевић
- Никола Оташевић
- Славко Стефановић
- Милош Копривица

## Познатији тренери
- Владимир Ђокић